# Liste der Biografien/Ferg
Liste der Biografien |
Portal Biografien |
Personensuche
# |
A |
B |
C |
D |
E |
F |
G |
H |
I |
J |
K |
L |
M |
N |
O |
P |
Q |
R |
S |
T |
U |
V |
W |
X |
Y |
Z |
?
 
Fa |
Fe |
Ff |
Fh |
Fi |
Fj |
Fk |
Fl |
Fm |
Fn |
Fo |
Fr |
Ft |
Fu |
Fy
 
Fea |
Feb |
Fec |
Fed |
Fee |
Fef |
Feg |
Feh |
Fei |
Fej |
Fek |
Fel |
Fem |
Fen |
Feo |
Fer |
Fes |
Fet |
Feu |
Fev |
Few |
Fey |
Fez
 
Fera |
Ferb |
Ferc |
Ferd |
Fere |
Ferf |
Ferg |
Ferh |
Feri |
Ferj |
Ferk |
Ferl |
Ferm |
Fern |
Fero |
Ferr |
Fers |
Fert |
Feru |
Ferv |
Ferw |
Fery |
Ferz
Die Liste der Biografien führt alle Personen auf, die in der deutschsprachigen Wikipedia einen Artikel haben. Dieses ist eine Teilliste mit 176 Einträgen von Personen, deren Namen mit den Buchstaben „Ferg“ beginnt.

## Ferg
- Ferg, Benedikt (1631–1706), Mönch und Abt in der bayerischen Benediktinerabtei Metten

### Ferga
- Ferga-Khodadin, Linda (* 1976), französische Hürdenläuferin und Weitspringerin
- Fergani, Ali (* 1952), algerischer Fußballspieler und -trainer
- Fergason, James (1934–2008), US-amerikanischer Physiker und Erfinder

### Ferge
- Fergenbauer-Kimmel, Angelika (1951–2025), deutsche Biologin, Fachautorin und Fachlektorin im Themengebiet Papageien
- Ferger, Carl (1818–1879), Bürgermeister und Abgeordneter
- Ferger, Heinrich (1847–1917), Bürgermeister und Abgeordneter
- Ferger, Sandra (* 1991), deutsche Volleyball- und Beachvolleyballspielerin
- Fergerson, Mable (* 1955), US-amerikanische Leichtathletin

### Fergg
- Fergg, Josef (* 1887), deutscher Jurist, Landrat und Ministerialrat

### Fergi
- Fergie (* 1975), US-amerikanische Sängerin, Songwriterin und SchauspielerinFergie (* 1975)

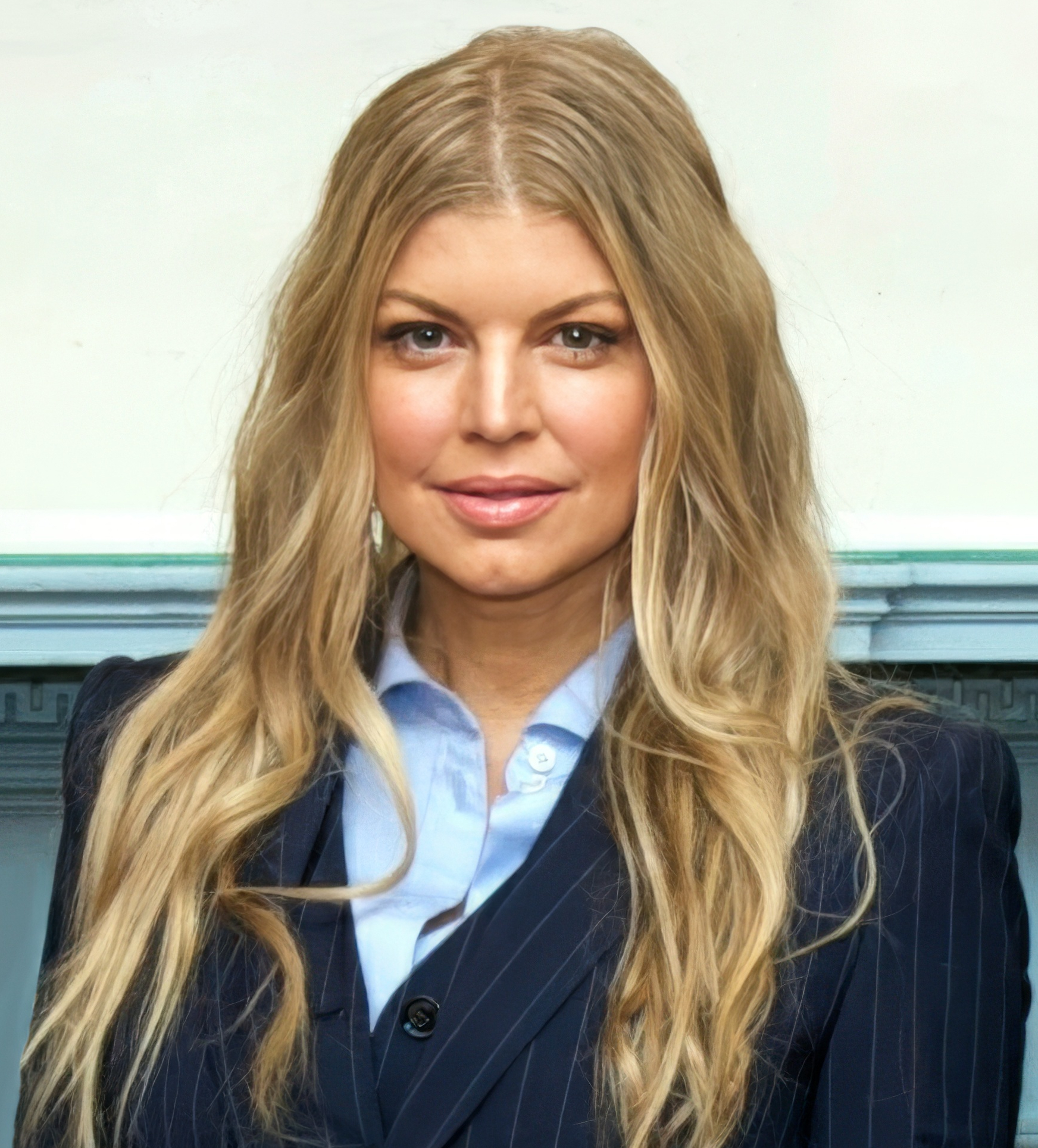
Fergie (* 1975)

- Fergin, Judith (* 1951), US-amerikanische Diplomatin

### Fergn
- Fergnani, Aristide, italienischer Motorradrennfahrer

### Fergo
- Fergó, Nuria (* 1979), spanische Liedermacherin und Schauspielerin
- Fergo, Tove (1946–2015), dänische Politikerin, Mitglied des Folketing und Ministerin
- Fergola, Emanuele (1830–1915), italienischer Astronom und Mathematiker
- Fergola, Salvatore (1799–1874), italienischer Maler

### Fergu
- Ferguen, Amina (* 1989), algerische Hürdenläuferin
- Ferguène, Abdelouaheb (* 1958), algerischer Geher
- Fergus, Bischof in Irland
- Fergus († 1161), schottischer Adliger, Lord of Galloway
- Fergus I. († 501), König von Dalriada
- Fergus, 4. Earl of Buchan, schottischer Adeliger, 4. Earl of Buchan
- Fergus, John (* 1952), US-amerikanischer Autorennfahrer
- Fergus, Mark, US-amerikanischer Drehbuchautor und Regisseur
- Fergus, Robert (1924–1999), US-amerikanischer Autorennfahrer
- Fergus, Tom (* 1962), US-amerikanischer Eishockeyspieler
- Ferguson, Adair (* 1955), australische Ruderin
- Ferguson, Adam (1723–1816), schottischer Historiker und Sozialethiker der Aufklärung
- Ferguson, Al (1888–1971), irisch-amerikanischer Schauspieler
- Ferguson, Alex (* 1941), schottischer Fußballspieler und -trainerAlex Ferguson (* 1941)

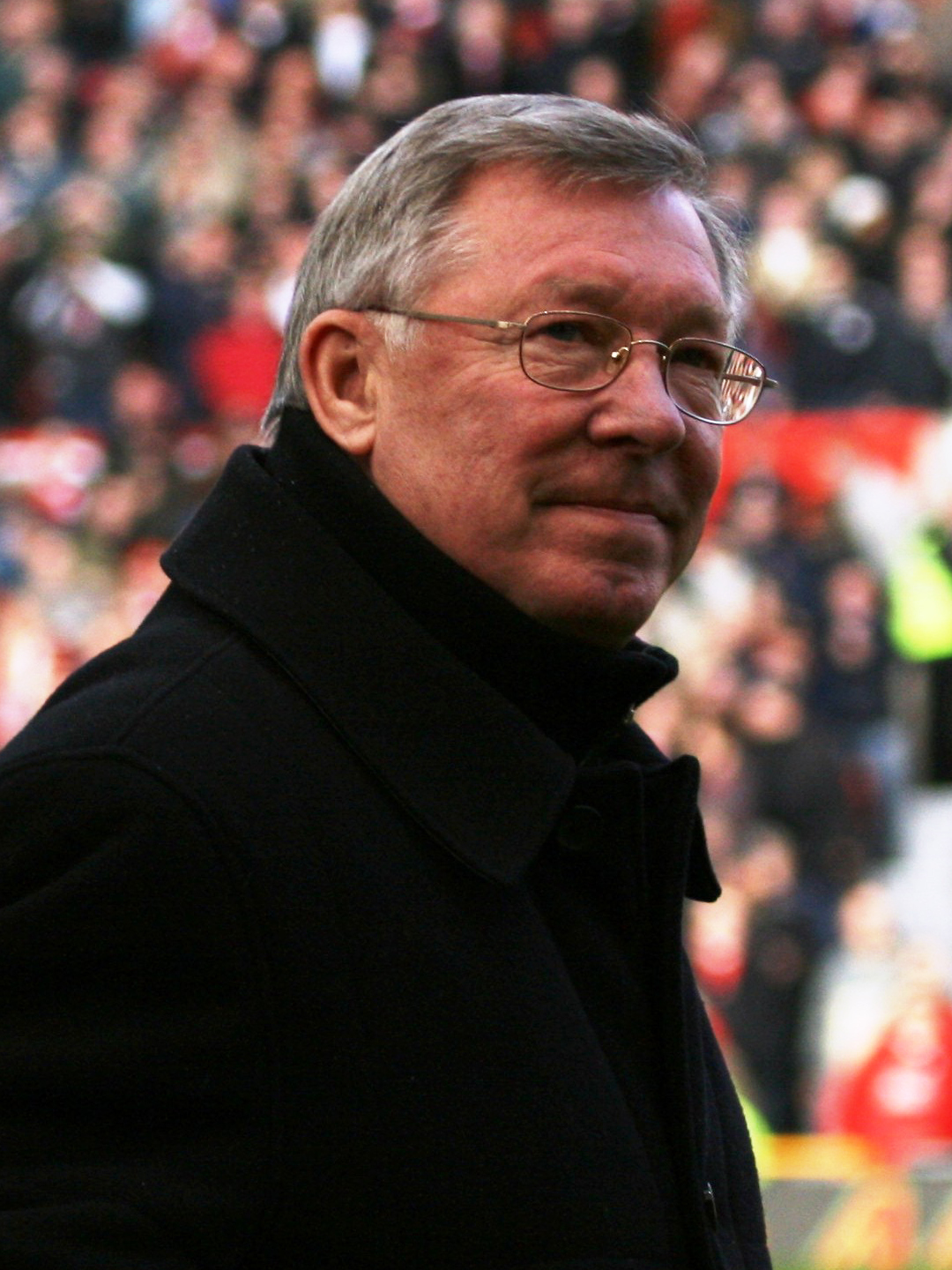
Alex Ferguson (* 1941)

- Ferguson, Allyn (1924–2010), US-amerikanischer Jazzmusiker, Arrangeur und Komponist
- Ferguson, Anne (1941–1998), schottische Medizinerin und Hochschullehrerin
- Ferguson, Annette, schottische beobachtende Astrophysikerin, spezialisiert auf Galaxienentwicklung
- Ferguson, Barry (* 1978), schottischer Fußballspieler und -trainer
- Ferguson, Ben (* 1995), US-amerikanischer Snowboarder
- Ferguson, Bianca (* 1955), amerikanische Schauspielerin
- Ferguson, Bob (1848–1915), schottischer Golfer
- Ferguson, Bob (* 1965), US-amerikanischer Jurist und Politiker (Demokratische Partei)
- Ferguson, Brian Richard (* 1951), US-amerikanischer Anthropologe, Kulturwissenschaftler und Hochschullehrer
- Ferguson, Cat (* 2006), britische RadsportlerinCat Ferguson (* 2006)

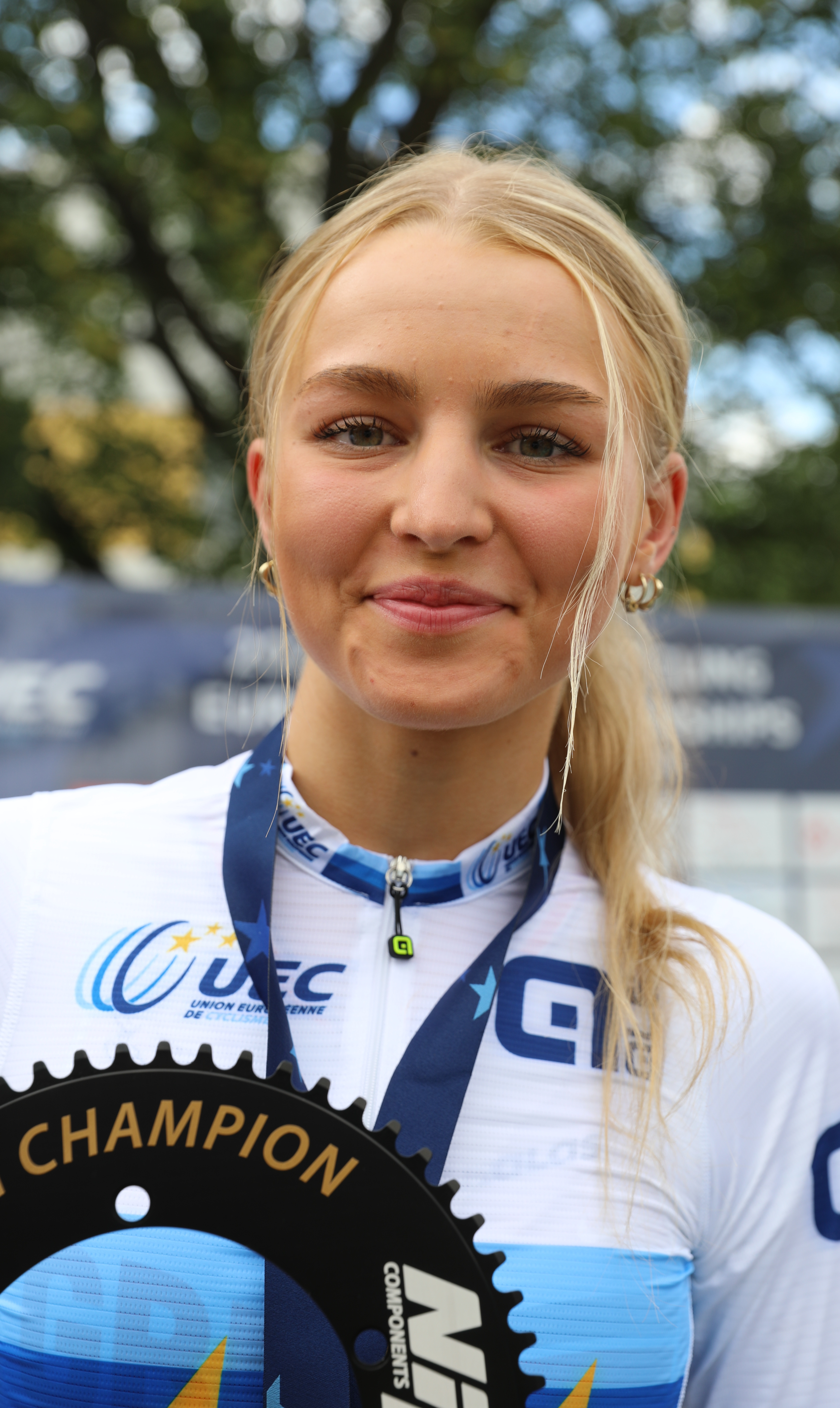
Cat Ferguson (* 2006)

- Ferguson, Catherine († 1854), afroamerikanische Philanthropin
- Ferguson, Cathy (* 1948), US-amerikanische Schwimmerin
- Ferguson, Charles A. (1921–1998), US-amerikanischer Linguist
- Ferguson, Charles D., US-amerikanischer Wissenschaftler und Publizist
- Ferguson, Charles H. (* 1955), US-amerikanischer Filmschaffender und Gründer sowie Präsident von Representational Pictures, Inc
- Ferguson, Chris (* 1953), kanadischer evangelischer Theologe
- Ferguson, Chris (* 1963), US-amerikanischer Pokerspieler
- Ferguson, Chris (* 1989), US-amerikanischer Basketballspieler
- Ferguson, Christopher (* 1961), amerikanischer Astronaut
- Ferguson, Clarence Clyde junior (1924–1983), US-amerikanischer Botschafter in Uganda
- Ferguson, Colen, US-amerikanischer Politiker
- Ferguson, Colin (* 1972), kanadischer Schauspieler und RegisseurColin Ferguson (* 1972)

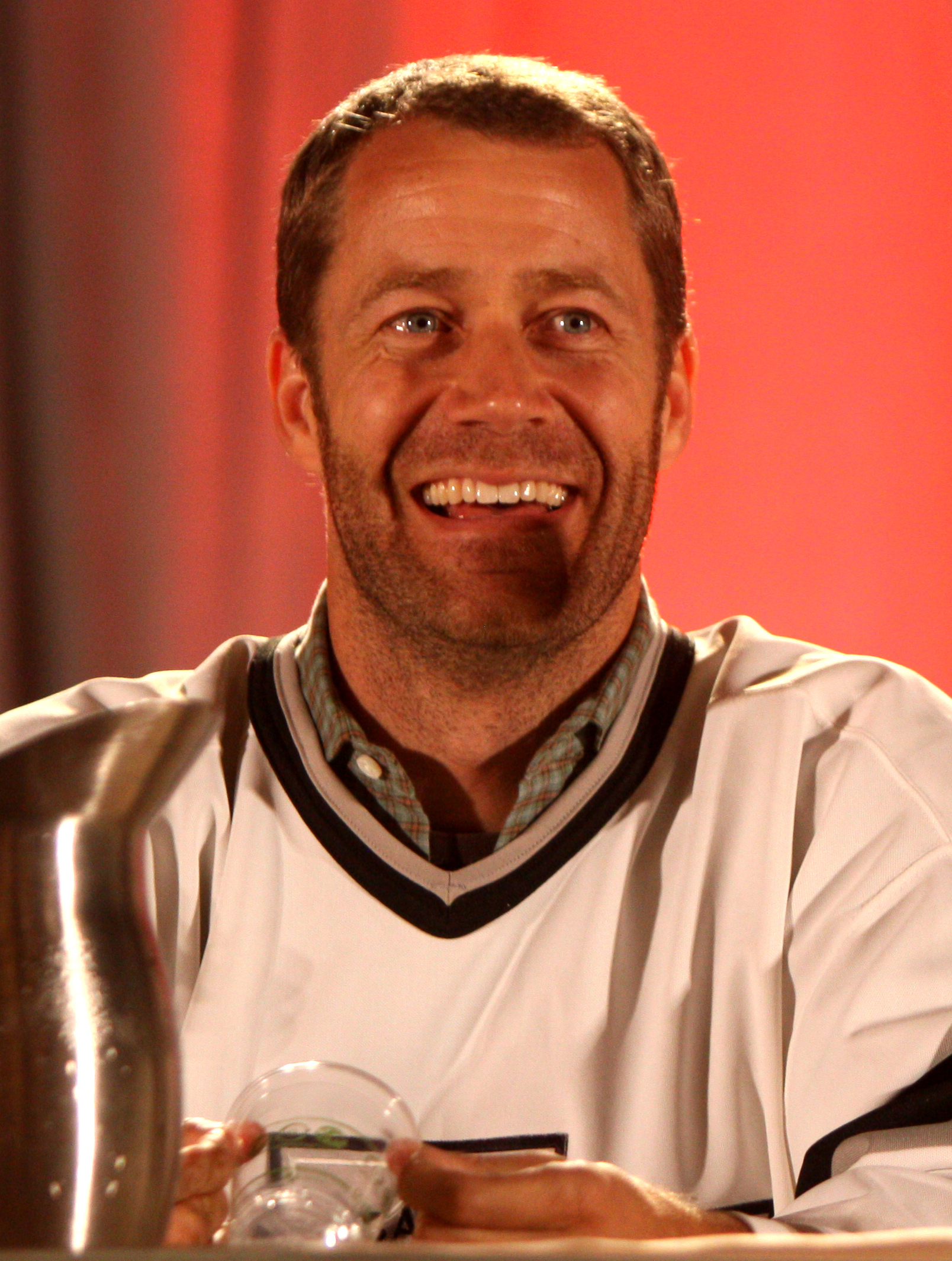
Colin Ferguson (* 1972)

- Ferguson, Craig (* 1962), schottischer Fernsehmoderator, Komiker und Schauspieler
- Ferguson, Darren (* 1972), schottischer Fußballspieler und -trainer
- Ferguson, David (1857–1936), schottischer Geologe und Forschungsreisender
- Ferguson, D’Brickashaw (* 1983), US-amerikanischer American-Football-Spieler
- Ferguson, Don (1936–2013), australischer Politiker, Abgeordneter
- Ferguson, Donald (1921–1985), US-amerikanischer Radrennfahrer
- Ferguson, Drew (* 1966), US-amerikanischer Politiker
- Ferguson, Duncan (* 1971), schottischer Fußballspieler und -trainer
- Ferguson, Duncan P. (1901–1974), US-amerikanischer Bildhauer
- Ferguson, Dylan (* 1998), kanadischer Eishockeytorwart
- Ferguson, Elsie (1883–1961), US-amerikanische Filmschauspielerin der Stummfilmära
- Ferguson, Emma (* 1975), britische Schauspielerin
- Ferguson, Evan (* 2004), irischer FußballspielerEvan Ferguson (* 2004)

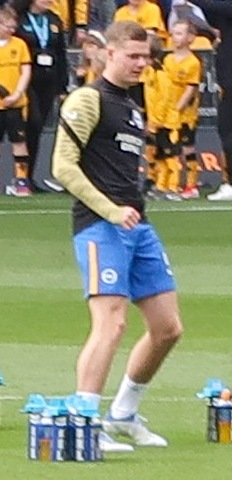
Evan Ferguson (* 2004)

- Ferguson, Fenner (1814–1859), US-amerikanischer Politiker
- Ferguson, Francesca (* 1967), britische Journalistin und Kuratorin
- Ferguson, Frank (1899–1978), US-amerikanischer Schauspieler
- Ferguson, Gabe (* 1999), US-amerikanischer Snowboarder
- Ferguson, George (1952–2019), kanadischer Eishockeyspieler
- Ferguson, Gerald (1937–2009), US-amerikanisch-kanadischer Maler, Konzeptkünstler und Hochschullehrer
- Ferguson, Harry (1884–1960), irischer Ingenieur und Erfinder
- Ferguson, Helaman (* 1940), US-amerikanischer Mathematiker und Bildhauer
- Ferguson, Helen (1900–1977), US-amerikanische Schauspielerin der Stummfilm- und frühen Tonfilmzeit
- Ferguson, Homer S. (1889–1982), US-amerikanischer Jurist und Politiker
- Ferguson, Howard (1870–1946), kanadischer Politiker und 9. Premierminister von Ontario
- Ferguson, Howard (1908–1999), irischer Komponist
- Ferguson, Ian, britischer Produzent, Drehbuchautor und Filmschaffender
- Ferguson, Ian (* 1952), neuseeländischer Kanute
- Ferguson, James (1710–1776), schottischer Astronom und Mechaniker
- Ferguson, James (1797–1867), US-amerikanischer Ingenieur und Astronom
- Ferguson, James (* 1949), US-amerikanischer Wasserballspieler
- Ferguson, James E. (1871–1944), US-amerikanischer Politiker
- Ferguson, Jason (* 1969), englischer Snookerspieler und Billardfunktionär
- Ferguson, Jay (* 1947), US-amerikanischer Musiker und Komponist
- Ferguson, Jay R. (* 1974), US-amerikanischer Schauspieler
- Ferguson, Jennifer (* 1961), südafrikanische Singer-Songwriterin, Pianistin und Friedensaktivistin
- Ferguson, Jesse (* 1957), US-amerikanischer Boxer
- Ferguson, Jesse Tyler (* 1975), US-amerikanischer SchauspielerJesse Tyler Ferguson (* 1975)

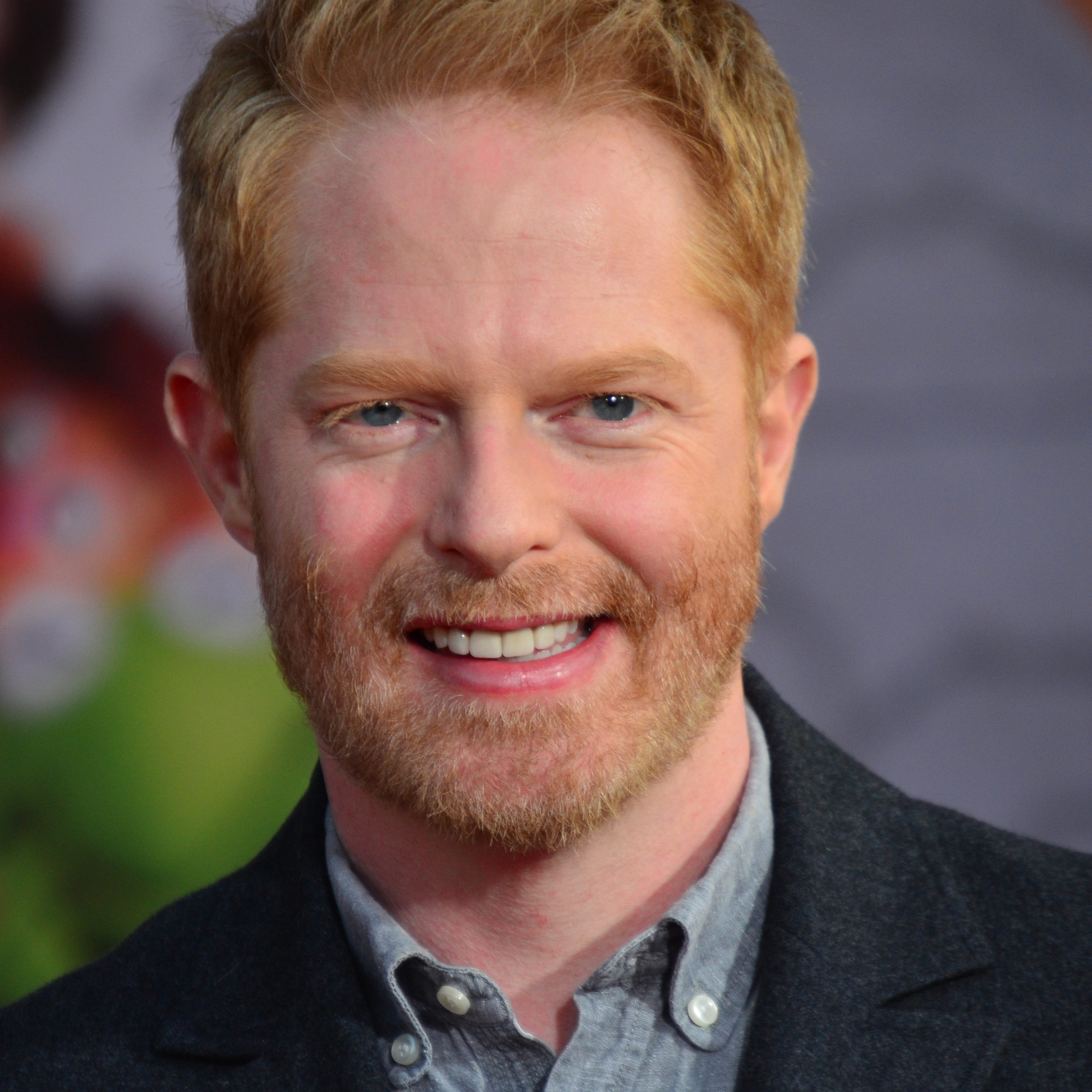
Jesse Tyler Ferguson (* 1975)

- Ferguson, Joe (* 2000), britischer Sprinter
- Ferguson, John († 1832), US-amerikanischer Politiker
- Ferguson, John (1838–1916), britischer Chemiehistoriker und Chemiker
- Ferguson, John (1848–1929), schottischer Fußballspieler
- Ferguson, John (* 1958), kanadischer Curler
- Ferguson, John senior (1938–2007), kanadischer Eishockeyspieler, -trainer, -scout und -funktionär
- Ferguson, Jonathan (* 1979), britischer Feuerwaffenhistoriker
- Ferguson, Joseph T. (1892–1979), US-amerikanischer Politiker
- Ferguson, Kathleen (1931–2022), kanadische Schwimmerin
- Ferguson, Kent (* 1963), US-amerikanischer Wasserspringer
- Ferguson, Larry (* 1940), US-amerikanischer Drehbuchautor und Regisseur
- Ferguson, Lewis (* 1999), schottischer Fußballspieler
- Ferguson, Lockie (* 1991), neuseeländischer Cricketspieler
- Ferguson, Lynnette, neuseeländische Genetikerin und Hochschullehrerin
- Ferguson, Margaret Clay (1863–1951), US-amerikanische Pflanzenphysiologin und Hochschullehrerin
- Ferguson, Margaretha (1920–1992), niederländische Journalistin, Schriftstellerin und Übersetzerin
- Ferguson, Marilyn (1938–2008), US-amerikanische Schriftstellerin
- Ferguson, Mark (* 1961), australischer Schauspieler und Moderator
- Ferguson, Mark E. (* 1956), US-amerikanischer Admiral
- Ferguson, Martin (* 1953), australischer Politiker
- Ferguson, Matthew (* 1973), kanadischer Schauspieler
- Ferguson, Maynard (1928–2006), kanadischer Jazz-Trompeter und FlügelhornistMaynard Ferguson (1928–2006)

Maynard Ferguson (1928–2006)

- Ferguson, Mike (* 1970), US-amerikanischer Politiker
- Ferguson, Mike (* 1971), US-amerikanischer Schauspieler, Stuntman und Filmproduzent
- Ferguson, Miriam A. (1875–1961), US-amerikanische Politikerin
- Ferguson, Myles (1981–2000), kanadischer Fernseh- und Filmschauspieler
- Ferguson, Nathan (* 2000), englischer Fußballspieler
- Ferguson, Niall (* 1964), britisch-US-amerikanischer HistorikerNiall Ferguson (* 1964)

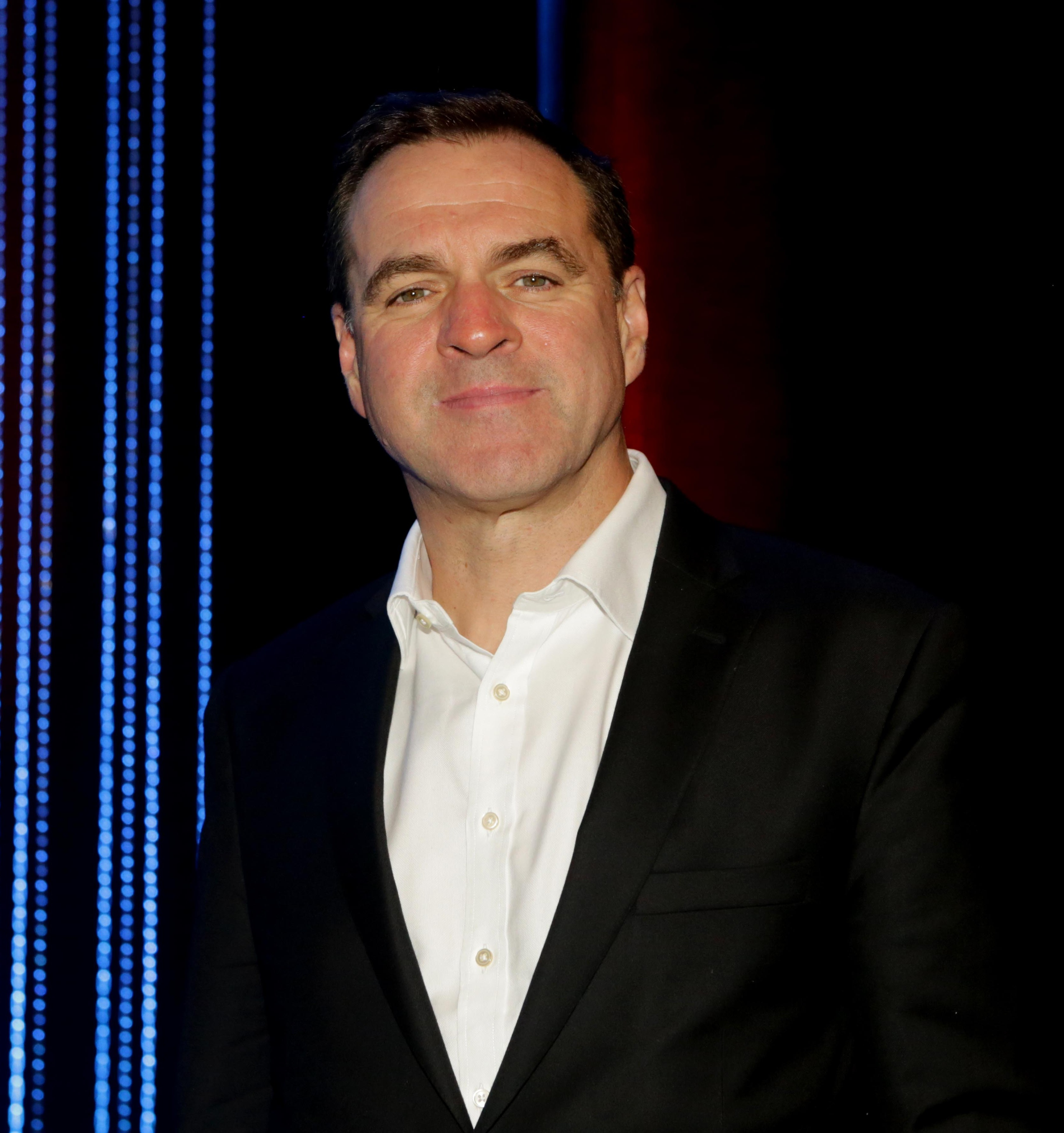
Niall Ferguson (* 1964)

- Ferguson, Niels (* 1965), niederländischer Kryptograph
- Ferguson, Norm (* 1945), kanadischer Eishockeyspieler und -trainer
- Ferguson, Norman K. (1901–1987), US-amerikanischer Politiker
- Ferguson, O’Jay (* 1993), bahamaischer Sprinter
- Ferguson, Patricia (* 1958), schottische Politikerin
- Ferguson, Patrick (1744–1780), britischer Waffenkonstrukteur und Offizier
- Ferguson, Perry (1901–1963), US-amerikanischer Szenenbildner beim Film
- Ferguson, Perry (* 1938), US-amerikanischer Filmarchitekt
- Ferguson, Phil (1903–1978), US-amerikanischer Politiker
- Ferguson, Priah (* 2006), US-amerikanische Kinderdarstellerin
- Ferguson, Ralph (1929–2020), kanadischer Landwirt und Politiker der Liberalen Partei Kanadas
- Ferguson, Rebecca (* 1983), schwedische SchauspielerinRebecca Ferguson (* 1983)

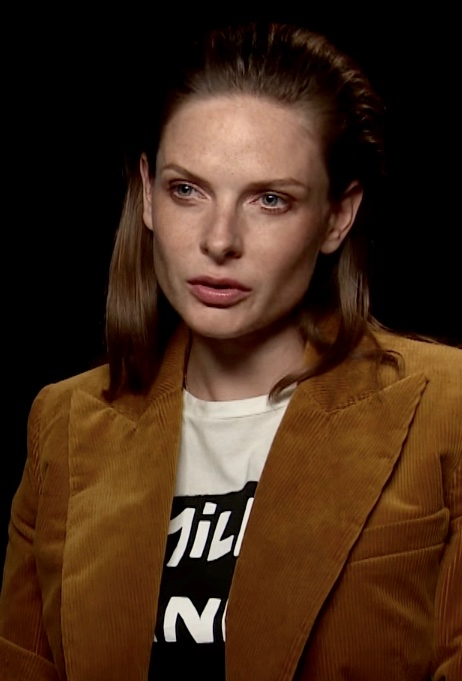
Rebecca Ferguson (* 1983)

- Ferguson, Rebecca (* 1986), britische Popsängerin
- Ferguson, Rich (1931–1986), kanadischer Mittel- und Langstreckenläufer
- Ferguson, Robert (1929–2006), US-amerikanischer Blues-Sänger und -Pianist
- Ferguson, Robert (* 1985), US-amerikanischer Basketballspieler
- Ferguson, Robert E. († 2016), US-amerikanischer Politiker
- Ferguson, Rohan (* 1997), schottischer Fußballtorhüter
- Ferguson, Samuel (1810–1886), britischer Anwalt, Archivar, Dichter und Schriftsteller
- Ferguson, Samuel P., US-amerikanischer Mathematiker
- Ferguson, Samuel Wragg (1834–1917), General der Konföderierten Staaten von Amerika im Amerikanischen Bürgerkrieg
- Ferguson, Sarah (* 1959), geschiedene Ehefrau des britischen Prinzen Andrew, Duke of York
- Ferguson, Sarah (* 1965), australische Journalistin
- Ferguson, Scott (* 1973), kanadischer Eishockeyspieler und -trainer
- Ferguson, Shane (* 1991), nordirischer Fußballspieler
- Ferguson, Sheniqua (* 1989), bahamaische Leichtathletin
- Ferguson, Sherman (1944–2006), US-amerikanischer Jazzmusiker und Musikpädagoge
- Ferguson, Shonel (* 1957), bahamaische Weitspringerin und Sprinterin
- Ferguson, Sophie (* 1986), australische Tennisspielerin
- Ferguson, Terrance (* 1998), US-amerikanischer Basketballspieler
- Ferguson, Thomas (* 1949), US-amerikanischer Politikwissenschaftler und Hochschullehrer an der University of Massachusetts Boston
- Ferguson, Thompson Benton (1857–1921), US-amerikanischer Politiker
- Ferguson, Tony (* 1984), US-amerikanischer Mixed-Martial-Arts-KämpferTony Ferguson (* 1984)

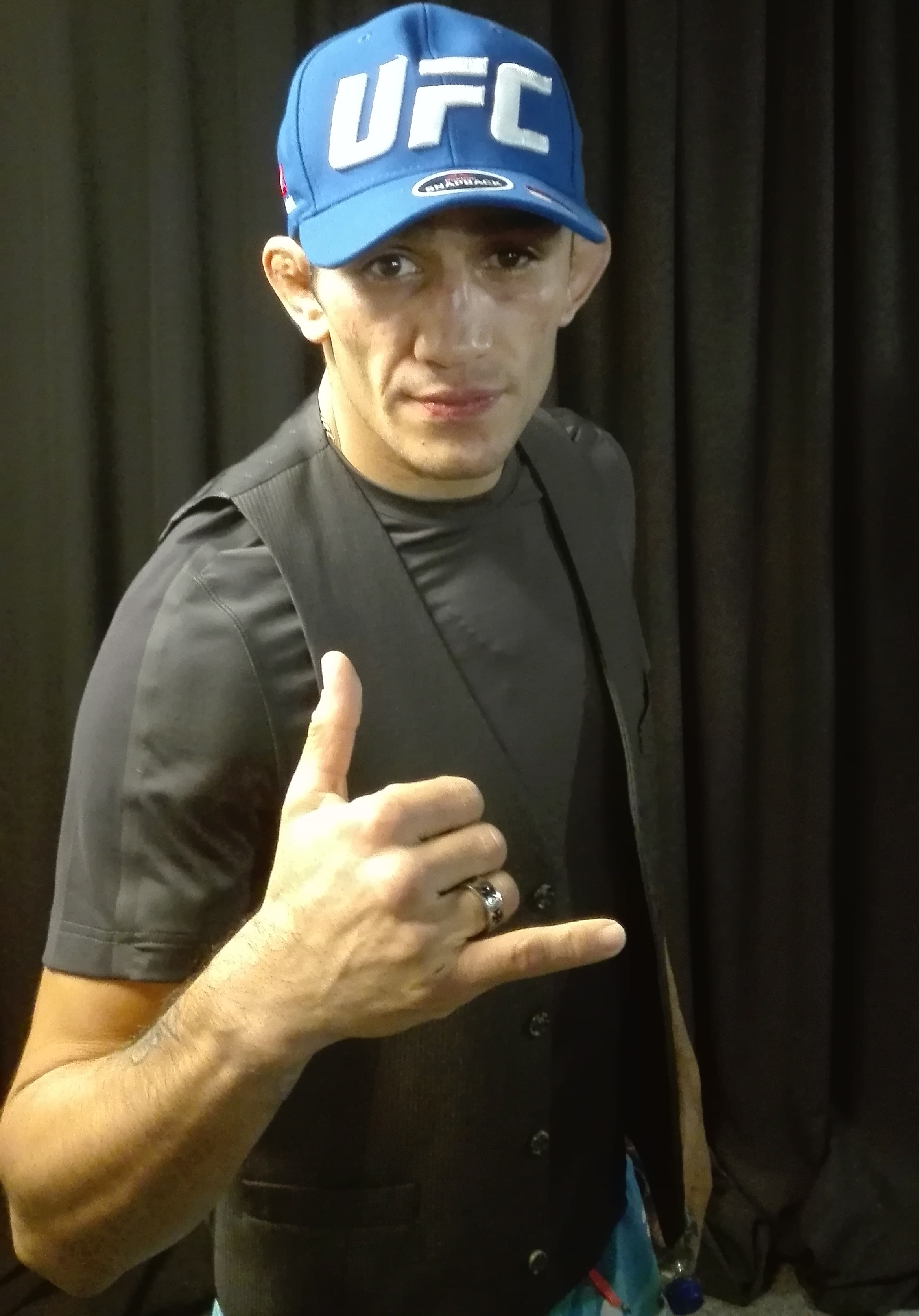
Tony Ferguson (* 1984)

- Ferguson, Trevor (* 1947), kanadischer Schriftsteller und Dramatiker
- Ferguson, Walker (* 1982), US-amerikanischer Mountainbike- und Cyclocrossfahrer
- Ferguson, Wallace Klippert (1902–1983), kanadischer Historiker
- Ferguson, William (1882–1950), politischer Führer der Aborigines
- Ferguson, William Gouw, Maler der holländischen Schule
- Ferguson, William Scott (1875–1954), US-amerikanischer Althistoriker
- Ferguson-Lees, James (1929–2017), britischer Ornithologe
- Ferguson-McKenzie, Debbie (* 1976), bahamaische Sprinterin und Olympiasiegerin
- Fergusson, Alex (1949–2018), schottischer Politiker
- Fergusson, Alex (* 1952), schottischer Gitarrist und Musikproduzent
- Fergusson, Bernard, Baron Ballantrae (1911–1980), britischer Soldat und GouverneurBernard Fergusson, Baron Ballantrae (1911–1980)

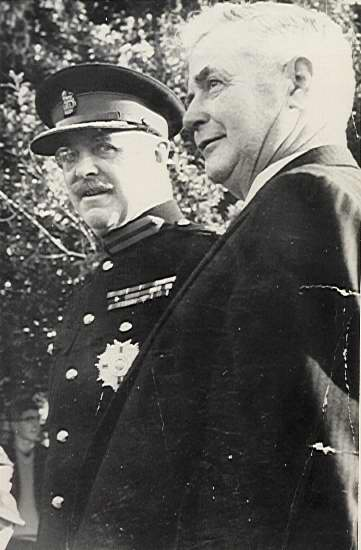
Bernard Fergusson, Baron Ballantrae (1911–1980)

- Fergusson, Charles, 7. Baronet (1865–1951), britischer General, Militärgouverneur in Köln und der 3. Generalgouverneur von Neuseeland (1924–1930)
- Fergusson, Charles, 9. Baronet (1931–2021), schottischer Adliger und Clan Chief
- Fergusson, Elizabeth Graeme (1737–1801), US-amerikanische Dichterin und Schriftstellerin
- Fergusson, Ewen (1932–2017), britischer Diplomat und Rugbyspieler
- Fergusson, Francis (1904–1986), US-amerikanischer Literaturwissenschaftler und Dramentheoretiker
- Fergusson, Harvey Butler (1848–1915), US-amerikanischer Politiker
- Fergusson, James (1808–1886), britischer Geschäftsmann und Architekturhistoriker
- Fergusson, James, 6. Baronet (1832–1907), britischer Politiker, Mitglied des House of Commons und Gouverneur von South Australia, Neuseeland und Bombay
- Fergusson, John Duncan (1874–1961), schottischer Maler
- Fergusson, Mary (1914–1997), britische Bauingenieurin
- Fergusson, Robert (1750–1774), schottischer Dichter
- Fergusson, Robert G. (1911–2001), US-amerikanischer Generalmajor, Stadtkommandant von Berlin
- Fergusson, Rod, kanadischer Videospielproduzent
- Fergusson, William (1808–1877), schottischer Chirurg